# Hacıqabul
Pour le district, voir Hacıqabul (raion).
Hacıqabul est une ville d'Azerbaïdjan. Elle aurait près de 23 000 habitants.

## Personnalités
- Elza Ibrahimova (1938-2012), compositrice azerbaïdjanaise, est née à Hacıqabul.